# Chantaco
Chantaco est un quartier très étendu de la commune française de Saint-Jean-de-Luz, situé dans le département des Pyrénées-Atlantiques en région Nouvelle-Aquitaine,.